# Culleredo
Culleredo – miasto w północno-zachodniej Hiszpanii w Galicji w prowincji La Coruña. Ze względu na bliskość La Coruñi miasto silnie zurbanizowane i zindustrializowane z dominacją przemysłu. Przez miasto przepływa rzeka Mero. W pobliżu miejscowości usytuowany jest międzynarodowy Port lotniczy La Coruña.